# Comité Brabazon
Se conocía como Comité Brabazon a una comisión formada en 1943 con el objeto de investigar las futuras necesidades del mercado de la aviación civil en el Reino Unido. Su creación se debió principalmente a las preocupaciones que las autoridades del Reino Unido tenían sobre la posición del país en la aeronáutica comercial tras finalizar la Segunda Guerra Mundial.

## Antecedentes
En 1942, durante la II Guerra Mundial, los Estados Unidos y el Reino Unido acordaron repartirse la responsabilidad de la construcción aeronáutica: los Estados Unidos se concentrarían en los aviones de transporte mientras que el Reino Unido lo haría en los bombarderos pesados. Esto dejaría al Reino Unido con muy poca experiencia en la fabricación de aviones de transporte una vez terminada la Guerra, algo preocupante si se tiene en cuenta que toda la infraestructura de producción dejaría de ser utilizada y que además la sólida industria estadounidense sería capaz de fabricar modelos civiles con costes mínimos.
La comisión comenzó sus reuniones en febrero de 1943 bajo la dirección de John Moore-Brabazon, Lord Brabazon of Tara. Sus miembros estudiaron varios diseños y consideraciones técnicas, y emitieron un informe en que se proponía la construcción de cuatro diseños genéricos bajo la supervisión del Comité y técnicos de la aerolínea estatal British Overseas Airways Corporation (BOAC).

## Informe
En el informe se proponían cuatro tipos de avión que resultarían necesarios después de la guerra:
- Tipo I: Gran avión comercial transatlántico capaz de satisfacer las necesidades de las rutas de alto volumen de pasajeros como Londres-Nueva York, acomodando al pasaje de manera lujosa para que soporten mejor las 12 horas de viaje.

- Tipo II: Avión regional de radio corto destinado a reemplazar al Douglas DC-3 y al De Havilland Dragon Rapide, aunque BEA sugirió un diseño de mayores capacidades. Al final el Tipo II sería dividido en dos diseños, el II-A con motores de pistones y el II-B con turbohélices.

- Tipo III: Avión de radio medio dedicado a rutas de varias escalas en aeropuertos del Imperio Británico.

- Tipo IV: Propuesta más avanzada, un reactor de 100 plazas. Fue añadido gracias al esfuerzo personal de uno de los miembros del comité, Geoffrey de Havilland, cuya compañía trabajaba en el desarrollo del primer avión de combate a reacción británico. El Tipo IV podría, en caso de conseguir un desarrollo completo del concepto de reactor comercial, reemplazar al Tipo III en todos los sentidos, y en determinadas tareas al resto de propuestas.

El comité publicó diferentes versiones del informe entre agosto de 1943 y noviembre de 1945 en las que iba refinando las características de las propuestas.

## Los aviones
En 1944, el Ministerio de Abastecimiento (Ministry of Supply) inició el proceso de licitación de la construcción de las aeronaves del informe de la misma manera que la fabricación de otros modelos, el Ministerio del Aire emitió las correspondientes Especificaciones Ministeriales y las constructoras presentaban diseños o prototipos conformes a ella. En el caso del Tipo II-B la especificación era la 8/46, y entre sus competidores estaban el Vickers VC2 y el Armstrong Whitworth AW.55 Apollo. 

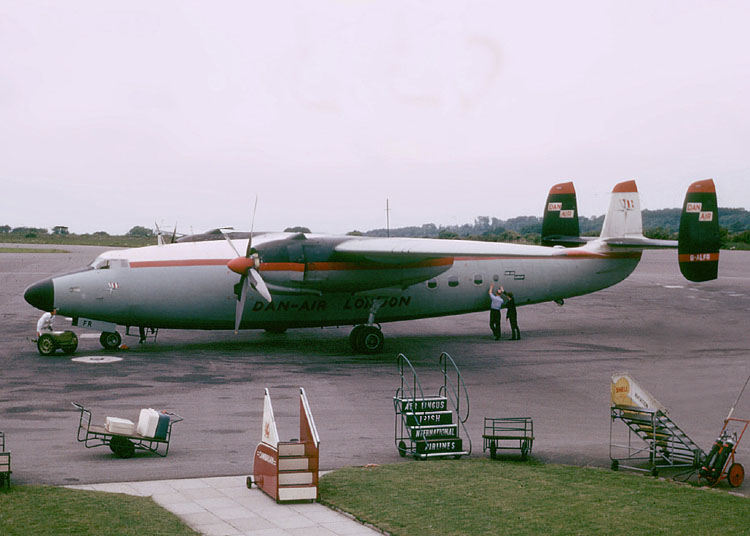
Airspeed Ambassador en el Aeropuerto de Bristol en 1965.

Tras un corto periodo de selección el Tipo I fue adjudicado a Bristol Aeroplane Company, que fabricó el Bristol Tipo 167 Brabazon. El diseño ganador para el Tipo II-A fue el Airspeed Ambassador y para el II-B el Vickers Viceroy , posteriormente conocido como Vickers Viscount. El diseño Tipo III, sujeto a la Especificación C2/47, fue cubierto por el Bristol Britannia, mientras que el Tipo IV, como era de esperar, fue para de Havilland y el que sería el primer reactor comercial de la historia, el Comet.
A toro pasado se pudo comprobar que la mayoría de los diseños propuestos por el Comité Brabazon estaban destinados al fracaso. Todas las propuestas buscaban ajustarse a las necesidades de las compañías del Reino Unido, de manera que las aeronaves resultantes no tenían por qué resultar adecuadas, y por tanto menos atractivas para otras aerolíneas. Además cometieron el fallo de no considerar los efectos colaterales de un rápido incremento del volumen de pasajeros de las rutas, pues pensaban que los usuarios de estos servicios serían únicamente personas de gran poder adquisitivo o funcionarios del Gobierno. Esta estrechez de miras les llevó a proponer requisitos nada realistas para los diseños. En particular esto condenó al diseño Tipo I, en el que al reservar un gran espacio por pasajero como forma de contrarrestar la larga duración de los viajes, solamente se consiguieron unos costes operativos bastante altos que lo hicieron poco rentable.
El único éxito pleno de las propuestas del comité fue el Tipo II-B Viscount, del que se fabricaron cientos. El II-A fue fabricado de forma limitada al verse eclipsado por la mayor velocidad proporcionada por los motores turbo hélice del Tipo II-B. El Tipo III también debería haber sido un éxito, pero una serie de retrasos en la fabricación tanto antes como después de su entrada en servicio lo forzaron a competir con los recientes diseños a reacción procedentes de los Estados Unidos, con los que simplemente no se podía comparar. El Type IV Comet casi se convierte en un éxito sobresaliente, pero tres accidentes sin explicación (luego se descubrió que los ciclos de presurizacion y despresurizacion durante un tiempo prolongado provocaban holguras que producían deformaciones y tensiones en las zonas metálicas, lo que se denomina fatiga del metal), echando por tierra todas sus expectativas y obligando a realizar modificaciones en el diseño que retrasaron la vuelta a los cielos del aparato. Cuando por fin regresó, los Estados Unidos ya dominaban la aviación a reacción con el novedoso Boeing 707 . 
En los años 60 quedó claro que el Reino Unido había perdido la batalla de la aviación comercial contra los Estados Unidos, y ni siquiera la aparición de diseños de éxito como el BAC 1-11 o el Vickers VC-10 fueron capaces de recortar una cantidad sustancial de terreno. Posteriormente se formó otro comité, el STAC, dedicado al estudio del vuelo supersónico. En un primer momento adjudicaron la construcción del revolucionario aparato a Bristol, que presentó su avión transatlántico Bristol 223 con capacidad para 100 pasajeros. Sin embargo el diseño terminó por resultar demasiado costoso y se decidió aunar esfuerzos con la industria francesa para crear el Concorde.
- Datos: Q896488